# آیزاک (نام)

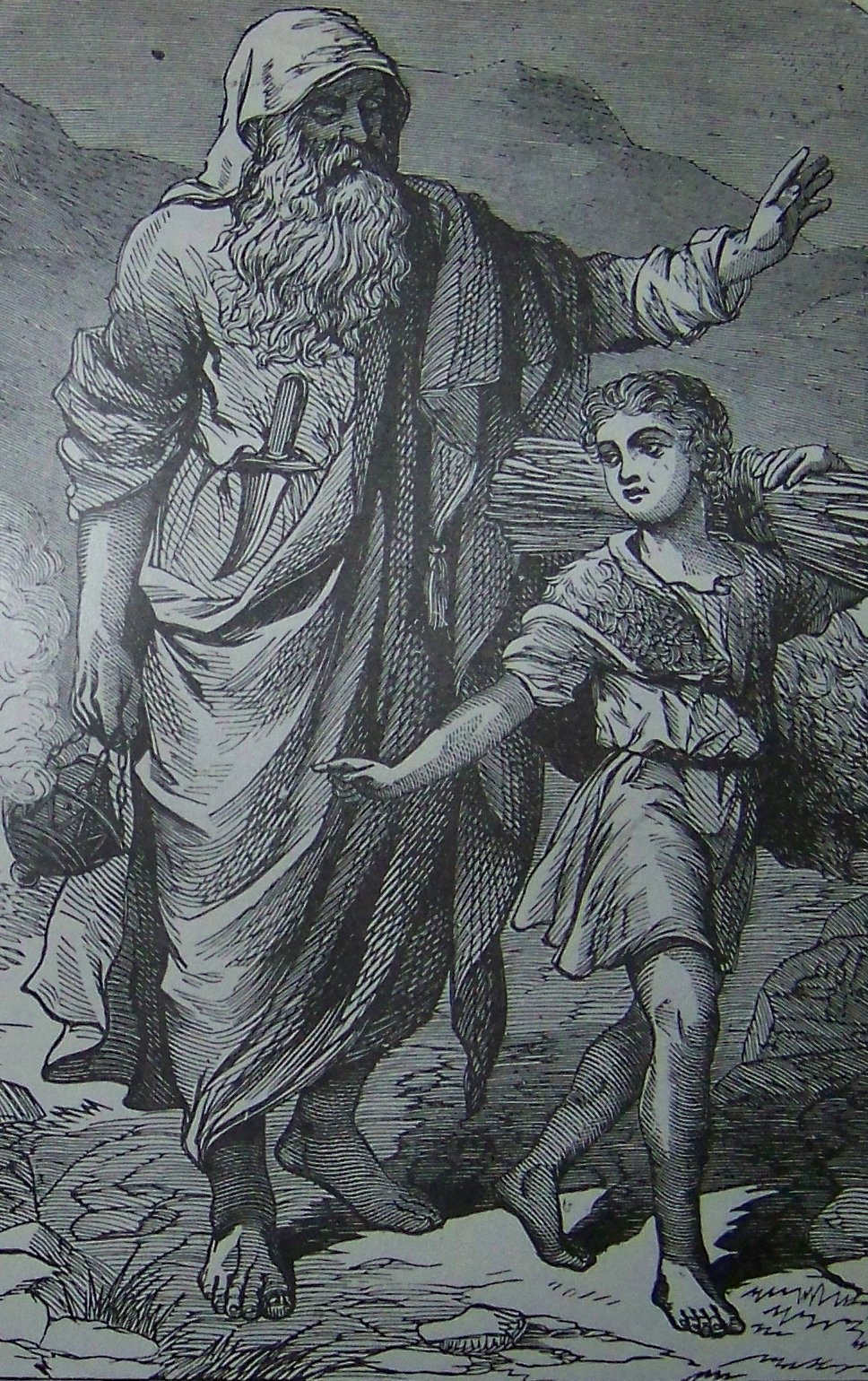
ابراهیم در مسیر قربانی کردن اسحاق

آیزاک یا ایزاک, (عبری: יִצְחָק‎, استاندارد Yiẓḥaq تیبری Yiṣḥāq, عربی: إسحٰق ʾIsḥāq) ایتسخاک, یا Yitzchok, یکی از سه شه‌پدر در کتاب مقدس عبری، بود که داستان آن در سفر پیدایش گفته شده.
آیزاک اسم کوچکی گرفته شده از جوامع یهودیت و نام کوچکی برای افراد یهودی، مسیحی، و مسلمان است.

## در زبان‌های جهان
- زبان آلبانیایی: Isaak
- زبان عربی: إسحٰق، إسحاق (Ishaq, ʼIsḥāq)
- زبان ارمنی: Սաակ (Saak), Սահակ (Sahak), Սահակ (Sahag)
- زبان ترکی آذربایجانی: İshaq
- زبان بلاروسی: Ісак (Isak)
- زبان بوسنیایی: Ishak
- زبان بلغاری: Исаак (Isaak)
- زبان کاتالان: Isaac
- زبان‌های چینی: 艾萨克 (Aìsàkè)
- زبان‌های چینی: 艾薩克 (Àisàkè) / 以撒 (ji5saat3)
- زبان کرواتی: Izak
- زبان چکی: Izák
- زبان دانمارکی: Isak, (older:) Isach
- زبان هلندی: Isaak
- زبان انگلیسی: Isaac, Issac
- زبان اسپرانتو: Isaak
- زبان استونیایی: Iisak
- زبان اوه‌ای: Isak
- زبان فاروئی: Ísakur
- زبان فنلاندی: Iisakki
- زبان فرانسوی: Isaac
- زبان گالیسی: Isaac
- زبان گرجی: ისააკ (Isaak)
- زبان آلمانی: Isaak
- زبان یونانی: Ισαάκιος (Isaakios), Ισαάκ (Isaák)
- زبان کریول آییسینی: Izarak
- زبان هوسه: Is'haƙu, Isaka
- زبان عبری: יִצְחָק, (Yitzchak), Yitzhak, Itzhak
- Hmong: Ixaj
- زبان مجاری: Izsák
- زبان ایسلندی: Ísak
- زبان اندونزیایی: Ishak
- زبان ایرلندی: Íosác
- زبان ایتالیایی: Isacco
- زبان ژاپنی: アイザック (Aizakku)
- زبان جاوه‌ای: Iskak
- زبان کانارا: ಐಸಾಕ್ (Aisāk)
- زبان خمر: អ៊ីសាក (Aisak)
- زبان کره‌ای: 이삭 (I-sak), 아이작 (Aijak)
- زبان قرقیزی: Ыскаак (Ysqaaq), Исхак (Iskhaq)
- زبان لائو: ອີຊາກ (Isak)
- زبان لاتین: Isaacius, Isaacus
- زبان لتونیایی: Aizeks, Izaks
- زبان لیتوانیایی: Izaokas
- زبان مقدونی: Исак (Isak)
- زبان مالایی: Ishak
- زبان مائوری: Ihaka
- زبان مغولی: Исаак (Isaak)
- زبان نروژی: Isak
- زبان فارسی: اسحاق
- زبان لهستانی: Izaak
- زبان پرتغالی: Isaac, Isac, Isaque
- زبان روسی: Исаак (Isaak)
- زبان رومانیایی: Isac, Ițac
- گیلیک اسکاتلندی: Iosag
- Serbian Cyrillic: Исак (Isak)
- زبان سومالیایی: Isxaaq
- زبان اسپانیایی: Isaac
- زبان سواحلی: Isaka, Isaki
- زبان سوئدی: Isak, Isac
- زبان سریانی: ܐܝܤܚܩ (Iskhaq)
- زبان تای: อิสอัค, ไอแซก (Xịsæk)
- زبان ترکی استانبولی: İshak, İshâk
- زبان اوکراینی: Ісаак (Isaak)
- زبان اویغوری: ئیسهاق (Ishaq), ئیساق (Isaq)
- زبان ازبکی: Ishoq (Is-hoq)
- زبان اردو: اسحاق
- زبان ییدیش: יצחק (Yẕẖq), Aizik, Isaak, Izik, Yitzhak, Isac, Itzak, Izaak, Zack, Zak
- زبان یوروبایی: Ísákì
- زبان زولو: Isaka

## اسم کوچک

### آیزاک
- اسحاق ابرونئیل (۱۴۳۷–۱۵۰۸),
- آیزاک آلبنیس (۱۸۶۰–۱۹۰۹) ,
- اسحاق الفاسی (۱۰۱۳–۱۱۰۳)
- ایزاک دوم (1156–1204), Byzantine Emperor
- ساهاک پارتو (۳۵۴–۴۳۹),
- آیزاک آسیموف (۱۹۲۰–۱۹۹۲),
- ایزاک بابل (۱۸۹۴–۱۹۴۰),
- آیزاک بارو (۱۶۳۰–۱۶۷۷),
- آیزاک بکمان (۱۵۸۸–۱۶۳۷),
- ایزاک دو بنسوراد
- اسحاق کور
- آیزاک براک (موسیقی‌دان)
- ایساک کوئنکا
- آیزاک دیزریلی (۱۷۶۶–۱۸۴۸)
- ایزاک دویچر (۱۹۰۷–۱۹۶۷)
- آیزاک هیز
- ایزاک همپستد رایت
- اسحاق هرتزوگ
- اسحاق بن سلیمان اسرائیلی
- اسحاق اسرائیل
- ایزاک یکم
- آیزاک لویتان (۱۸۶۰–۱۹۰۰)
- اسحاق لوریا (۱۵۳۴–۱۵۷۲),
- آیزک ماکوالا
- آیزاک نیوتن (۱۶۴۲–۱۷۲۷),
- آیزاک اوکرونکو
- آیزاک سینگر (۱۸۱۱–۱۸۷۵),
- ایزاک بشویس سینگر (۱۹۰۲–۱۹۹۱),
- آیزاک اسلید
- آیزاک استرن (۱۹۲۰–۲۰۱۱),
- ایزاک تیتسینگ (۱۷۴۵–۱۸۱۲),
- ایزاک ورسا
- ایزاک دو بانکوله

### ایساک
- ایساک کیکوین (۱۹۰۸–۱۹۸۴),

## نام خانوادگی
- اسکار آیزاک،
- کریس آیزاک،